# Wasserkraftwerk Niezelgrund
Das Wasserkraftwerk Niezelgrund ist ein unter Denkmalschutz stehendes Kleinwasserkraftwerk in Sachsen und befindet sich zwischen Porschendorf und Lohmen an der Wesenitz.

## Bilder

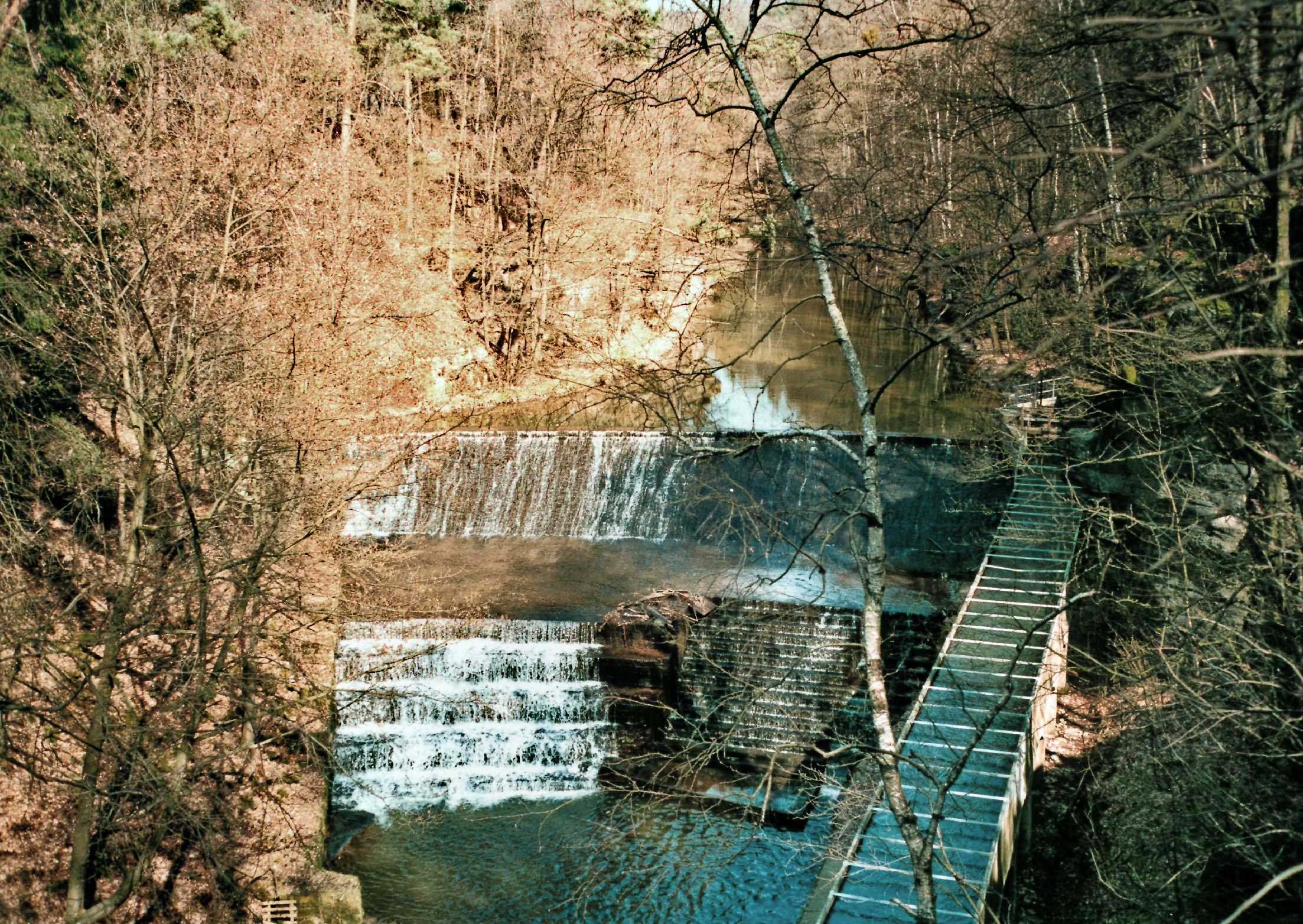
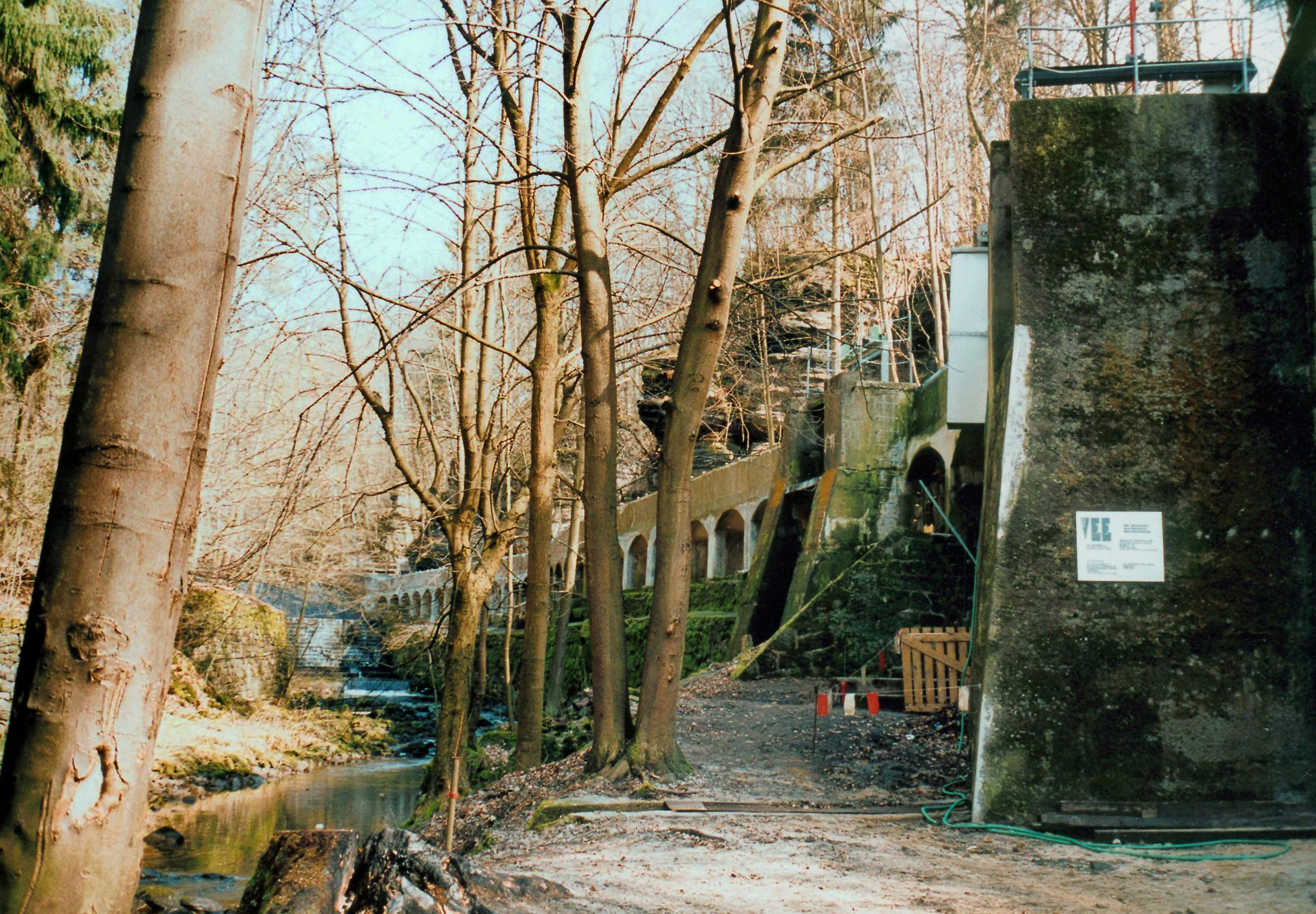
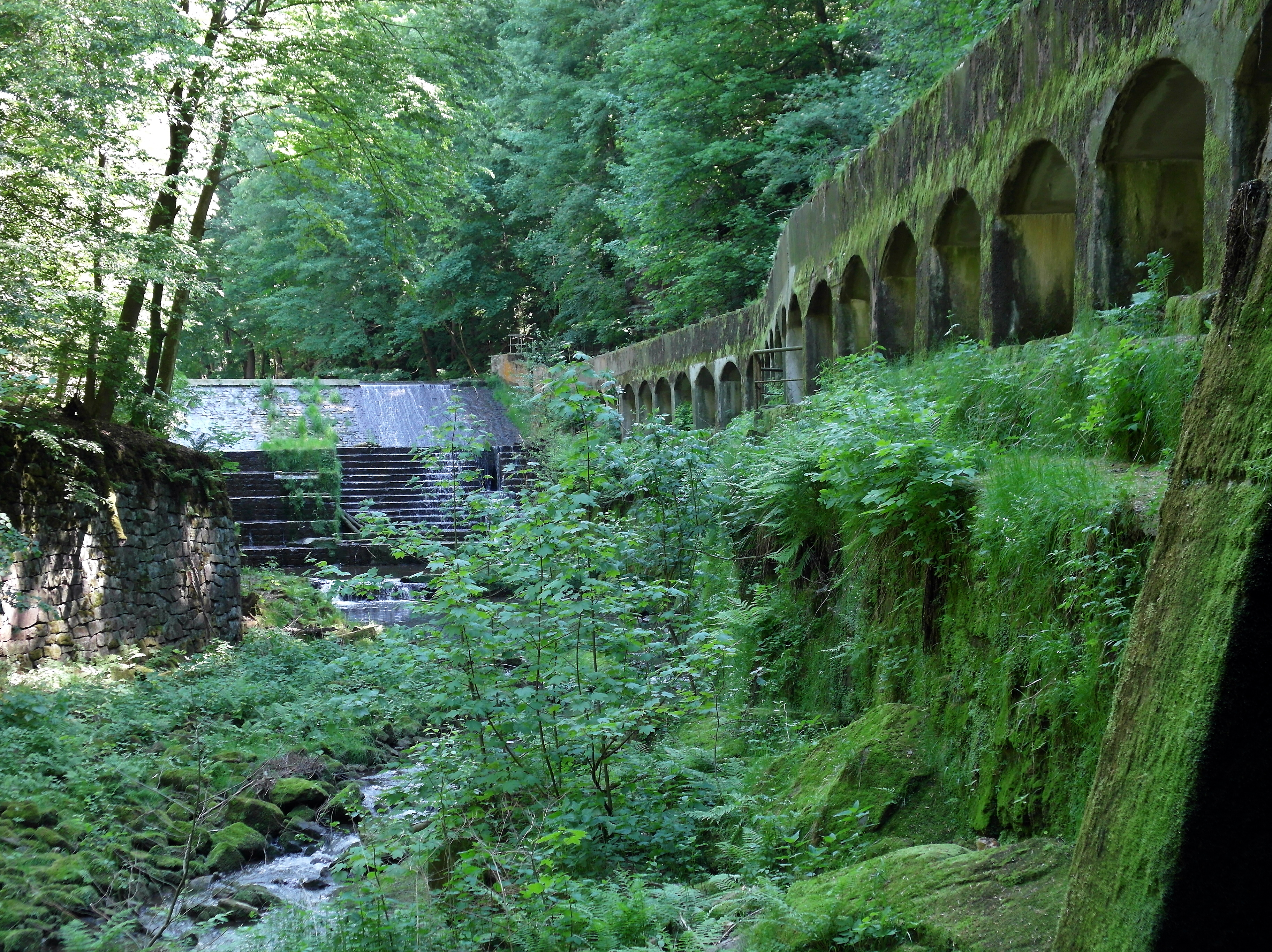
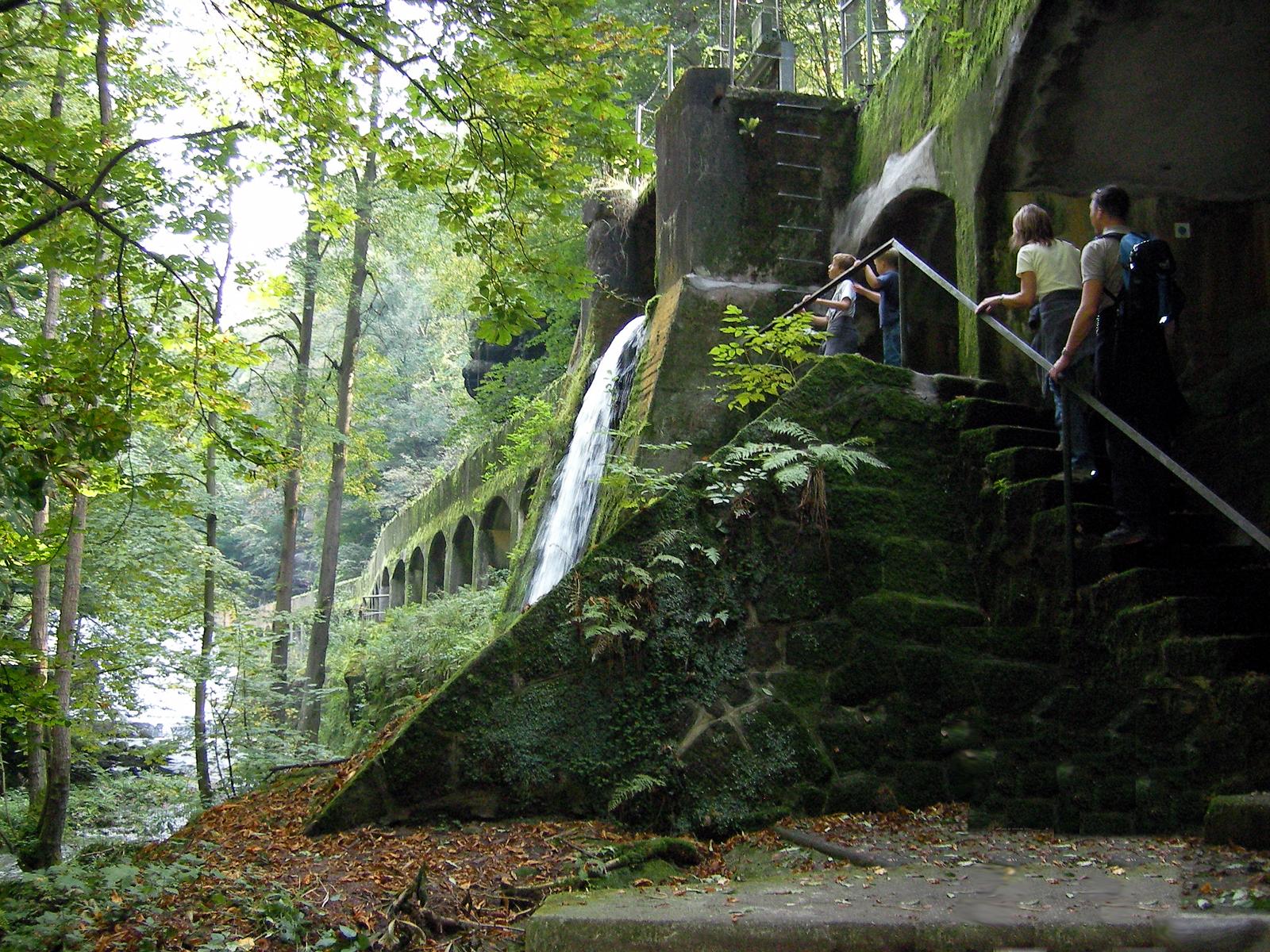

## Geschichte
Die Kraftwerksanlage basiert auf einer 1877 erbauten Wehranlage, welche zunächst mittels Transmission benachbarte Maschinen in der Holzschleiferei und Pappenfabrik Weber & Niezel antrieb. Im Jahr 1910 wurde zur Gewinnung von elektrischer Energie eine Francis-Turbine und elektrischer Generator mit einer installierten Leistung von 180 kW in Betrieb genommen, es folgte im Jahr 1932 der Ausbau um eine zweite Turbine mit 80 kW. Nach dem Zweiten Weltkrieg erfolgte 1963 eine teilweise Instandsetzung der Wehranlage. 1969 wurde das Kraftwerk wegen Unwirtschaftlichkeit stillgelegt und die Anlage dem Verfall preisgegeben.
Nach der Wende erfolgte im Jahr 2000 eine Wiederinbetriebnahme mit einer Kaplan-Turbine, die Fallhöhe beträgt 10,4 m und einer installierten Leistung von 215 kW bei einer Durchflussmenge von bis zu 2,6 m³/s. In der Wesenitz verbleibt dabei eine Restwassermenge von mindestens 0,45 m³/s.